# チェ・スンチョル
チェ・スンチョル（崔、최승철）は、朝鮮労働党対外情報調査部所属工作員。「朴」（ぱく）と名乗って、在日朝鮮人を土台人としていた。1985年3月に発覚した「西新井事件」では、2人の日本人（小熊和也、小住健蔵）になりすまし、日本人名義のパスポートや運転免許証を取得、東南アジアや欧州と日本との間の出入国を繰り返していたことから、警視庁公安部に旅券法違反などの容疑で国際手配された。

## 人物

### 「松田忠雄」
チェは、戦前に内地（愛知県小牧基地周辺）に住んでいたことがあり、日本語に堪能で関西弁を流暢に使いこなしていた。そして、正月には和服を着て初詣に出かけるなど、朝鮮人らしさを払拭して日本人以上の日本人に成りきることに徹していた。
チェの再来日は1970年（昭和45年）8月秋田県男鹿半島の海岸からの密入国で、入国後、大阪在住の在日朝鮮人の江口智こと金錫斗（キム・ソクト）を土台人（北朝鮮の工作員が活動の足場や拠点として利用する人間）として獲得した。その後チェ・スンチョルは東京都足立区西新井に居を定め、「松田忠雄」の偽名を名乗って東京都内のゴム製造会社に勤め始めた。「松田忠雄」の勤務態度はいたってまじめで模範的社員であった。チェ・スンチョルは、大阪でスプリング製造会社を営んでいた金錫斗を「商売をやるなら東京がよい」と誘い、家族ともども西新井に転居させた。その一方で、金に対し「私は北朝鮮にいる貴方の両親や兄弟をよく知っている。私の言うことを聞いたほうがいい」と恐喝した。
「松田忠雄」はゴム靴工場に約1年勤務したが、この間、夫と死別し、3人の子どもを抱えてパートタイマーをしていた社内の同僚（当時38歳）に近づいて交際し、数か月後には彼女と同棲生活を始めた。母子家庭に入り込んだ「朴」は、「家族旅行」と称して日本海沿岸部などをたびたび訪れた。その場所は、判明しているだけでも、以下の通りである。
- 1971年6月：秋田県男鹿半島
- 1972年8月：京都府丹後半島、宮津、大阪市
- 1973年1月：静岡県熱海市、伊豆大島
- 1976年8月：石川県能登半島
- 1980年8月：九州・日南海岸、四国地方

特に能登半島では、持参したテントを海岸に設営して1週間も過ごし、海岸線の地形をカメラやビデオで念入りに撮影した。同棲した未亡人とは結婚こそしなかったものの、3人の子のよき父親としてふるまい、その一方では、工作員の「浸透」（不法入国）や「復帰」（本国への帰還）に用いられる砂浜を撮影し、家族写真とともに北朝鮮本国に送っていたのである。

### 「小熊和也」
1972年（昭和47年）7月、チェは東京の山谷地区で福島県出身の日本人小熊和也（当時34歳）と知り合った。小熊は行き倒れに近い状態で病気にかかっていたので、チェは小熊を介抱するふりをして近づき、すぐに病院に入院させた。入院して10日後、親切にされた小熊は病院に見舞いに訪れたチェをすっかり信用した。チェは自分が船会社の社長であると身分を偽って、小熊が退院したら自分の会社で採用する、それを受け入れてくれるなら入院費一切を自分が負担すると持ち掛けた。小熊和也はこれを了承した。さらにチェは翌日、金錫斗とともに小熊の実家に赴き、小熊の両親には再び船会社の社長であると詐称して、戸籍が福島だと何かと不便なので東京に移してもらいたいと頼んで、両親に転籍を認めさせた。
その後チェは、小熊名義で顔写真だけを自分の顔に貼り替えた日本国旅券や運転免許証を取得して、法的にも完全な日本人「小熊和也」として行動した。彼が死去する1976年7月までの間に、日本、フランクフルト、パリ、香港、ソウルのコースで3回海外に渡航し、韓国・日本に跨るスパイ網の構築に努めたのである。1974年（昭和49年）5月、チェは土台人金錫斗を石川県鳳至郡能都町から密出国させて北朝鮮に連れて行き、約6ヶ月間スパイ教育を受けさせたうえで日本にもどし、資金調達や新たな工作員の獲得の任務を担わせた。同年12月、チェは戸籍横領の発覚を恐れて小熊和也本人の北朝鮮への拉致を金錫斗に命じた。
金錫斗は、その機会をうかがっていたが、小熊が1976年（昭和51年）7月に病死して死亡届が出されたので、これを断念した。チェは、在日韓国人に接近して韓国内に親戚はいないかと尋ね、韓国内にスパイを作ろうとしたり、日本国内では自衛隊や在日アメリカ軍に関する情報収集活動を、「小熊和也」として行っていた。
なお、チェ・スンチョルはこの間、1975年に発覚した鶴見寺尾事件において、逮捕された北朝鮮工作員金鶴萬に対しても、帰化在日朝鮮人商工人獲得の指示をあたえていた。

### 新潟県アベック拉致事件
1978年（昭和53年）7月31日、チェ・スンチョルは、自称韓明一(ハン・ミョンイル)こと通称ハン・クムニョンやキム・ナムジンと共犯で、新潟県柏崎市で蓮池薫（当時20歳）・奥土祐木子（当時22歳）のアベックを北朝鮮に連行、拉致している（「新潟県アベック拉致事件」）。

### 「小住健蔵」
チェの次のターゲットは、1961年（昭和36年）以降行方不明だった北海道函館市出身の小住健蔵（1933年、樺太生まれ）であった。チェは、1980年（昭和55年）頃に小住の戸籍を東京都足立区に移した後、小住名義の旅券や運転免許証を不正に取得して「小住健蔵」その人として行動した。この際、戸籍の移動を不審に思った小住の姉と妹が電話番号を調べ、小住健蔵に電話をかけたが、チェが同居人として電話に出て「彼はいま麻雀に行っている」などと応対し、数回にわたって誤魔化し続けた。チェは小住健蔵名義のパスポートで東南アジアやヨーロッパ、具体的には香港、マレーシア、タイ王国、西ドイツ、韓国などを計6回訪れた。本物の小住健蔵について、北朝鮮に拉致された日本人を救出するための全国協議会（通称「救う会」）や西岡力は、土台人金錫斗が工作員教育を受けており、小熊和也についてはいったんチェより拉致を命令されたこともあることから、北朝鮮に拉致された可能性が高いとみている。外事警察もまた、北朝鮮に拉致された可能性が高いとしている。ほぼ同じ時期に起こったと考えられる原敕晁拉致事件（辛光洙事件）では、原敕晁（北朝鮮が、拉致された日本人田口八重子の結婚相手であったが田口とともに1986年に死亡したと説明している人物）もまた家族と連絡が絶たれており、なりすましの対象として拉致されたと考えられる点でも状況が似ている。また、フリージャーナリストの全富億は、北朝鮮スパイ機関のやり方からみて、北朝鮮に拉致されたか、あるいは殺害された可能性もあるとしている。
このころ、チェは「会社を設立する」と言って内縁の妻に金をねだった。彼女は貯金を切り崩して600万円を「松田忠雄」に融通した。1982年（昭和57年）、「松田」ことチェ・スンチョルは装飾品販売の会社「信英エンタープライズ」を東京都内に設立し、自ら社長となったが、仕事は女性と金錫斗に任せきりで、いつも売上金を回収しては、どこかに持ち去っていた。おそらくは、本国への献金か工作資金にまわされたものと考えられる。

### 出国
チェが「小住健蔵」となのっていたところ、1982年に北朝鮮のスパイだとの情報がアメリカ中央情報局（CIA）から韓国国家安全企画部を通じて警視庁公安部外事第二課に提供された。極東地域の大物工作員だったチェは、公安の不穏な動きを察知して1983年（昭和58年）2月4日、マレーシアに出国して姿を消した。すべてが終わったあと、同棲していた日本人女性のもとには差出人「小住健蔵」の名で大阪のデパートからの小包が届いた。ささやかな贈り物であったという。1985年（昭和60年）、外事警察の捜査員たちが東京都足立区西新井本町のマンションや十数カ所に一斉に家宅捜索した。同年3月1日、警視庁公安部外事第二課がチェの土台人であった在日朝鮮人金錫斗（当時49歳）を逮捕した。容疑は、会社の登記に嘘があるという罪（公正証書原本不実記載）で、判決は懲役1年、執行猶予4年という軽い刑であった。
警視庁公安部は2006年（平成18年）3月3日、辛光洙とともに国外移送目的略取と国外移送の容疑とで国際手配し、北朝鮮に対し所在の確認と身柄の引き渡しを要求している。また、旅券不実記載、同不正取得、免許証不正取得などの罪で全国指名手配されている。さらに、「朴」（チェ・スンチョル）が立ち寄りそうなフランス・香港など関係各国にも国際刑事警察機構(ICPO)を通じて手配されている。
なお、チェ・スンチョルの配下に、北朝鮮から日本に潜入した工作員を支援する在日朝鮮人補助工作員に、宮本明こと李京雨（リ・ギョンウ）がいる。李京雨は、大韓航空機爆破事件の実行犯のひとりでバーレーン国際空港で事情聴取中に服毒自殺した金勝一の日本人名義の不正旅券入手にも関与した人物である。また、田口八重子の拉致にもかかわっていた可能性がある。